# Марковское муниципальное образование
Марковское муниципальное образование — городское поселение в Иркутском районе Иркутской области России.
Административный центр — посёлок городского типа Маркова.

## География
На севере граничит с Иркутском, выходит к Ангарскому водохранилищу до Курминского залива.На востоке граничит с Большереченским муниципальным образованием, на юге с Маритуйским, Култукским, Подкаменным, на западе с Большелугским, Ольхинским и Смоленскими образованиями и городом Шелехов..
Большую часть муниципального образования составляет сибирская тайга.

## Состав городского поселения
В состав муниципального образования входят населённые пункты:
| № | Населённый пункт   | Код ОКАТО      | Площадь, км² | Население |
| - | ------------------ | -------------- | ------------ | --------- |
| 1 | пгт. Маркова       | 25 212 563     | 38,58        | ↗36 971   |
| 2 | п. Падь Мельничная | 25 212 563 003 | 1,692        | ↗4706     |
| 3 | д. Новогрудинина   | 25 212 000 052 | 1,496        | ↗1076     |

Также в составе муниципального образования находятся населенные пункты, статус которых не урегулирован, а также садовые некоммерческие товарищества (СНТ): полный список СНТ Мельничного тракта)

## Население
| 2010    | 2011    | 2012    | 2013    | 2014    | 2015    | 2016    |
| ------- | ------- | ------- | ------- | ------- | ------- | ------- |
| 11 174  | ↗11 201 | ↗12 706 | ↗14 659 | ↗17 795 | ↗19 755 | ↗22 950 |
| 2017    | 2021    |         |         |         |         |         |
| ↗26 474 | ↗42 689 |         |         |         |         |         |